# (39463) Филей
(39463) Филей (др.-греч. Φυλεύς) — типичный троянский астероид Юпитера, движущийся в точке Лагранжа L4, в 60° впереди планеты. Астероид был открыт 19 сентября 1973 года американскими астрономами К. Й. ван Хаутеном, И. ван Хаутен-Груневельд и Томом Герельсом в Паломарской обсерватории и назван в честь Филея, персонажа древнегреческой мифологии.

Орбита астероида Филей и его положение в Солнечной системе